# تیموراز سالکازانوف
تیموراز سالکازانوف (به روسی: Таймураз Салказанов) (زادهٔ ۶ آوریل ۱۹۹۶) یک کشتی‌گیر اوستیایی‌تبار کشور اسلواکی است. او در دسته‌های ۷۴ و ۷۹ کیلوگرم کشتی آزاد نایب‌قهرمان مسابقات قهرمانی کشتی جهان در سال‌های ۲۰۲۱ و ۲۰۲۲ شده‌است. وی سابقه حضور در المپیک ۲۰۲۴ پاریس را دارد.

## فعالیت حرفه‌ای

### قهرمانی کشتی جهان ۲۰۱۹
سالکازانوف در وزن ۷۹ کیلوگرم کشتی آزاد مسابقات قهرمانی کشتی جهان ۲۰۱۹ نورسلطان حاضر بود که در مسابقه های اول تا سوم ایوب برج از تونس، دورجوانچیگین گومبادورج از مغولستان و جیتندر کومار از هند را شکست داد اما در نیمه نهایی به جبرئیل حسنف از آذربایجان باخت و به دیدار رده‌بندی رفت. وی در دیدار رده‌بندی گلیم خام یوسربایف از قزاقستان را شکست داد و مدال برنز وزن ۷۹ کیلوگرم را بدست آورد.

### قهرمانی کشتی جهان ۲۰۲۱
سالکازانوف در وزن ۷۴ کیلوگرم کشتی آزاد قهرمانی کشتی جهان ۲۰۲۱ اسلو شرکت کرد، او در این مسابقات علی-پاشا عمرپاشایف از بلغارستان، تیمور بیژویف از روسیه و آوتاندیل کنتچادزه از گرجستان را شکست داد و به فینال رسید. وی در دیدار نهایی به کایل داک از آمریکا باخت و به مدال نقره رسید.

### قهرمانی کشتی جهان ۲۰۲۲
سالکازانوف در وزن ۷۴ کیلوگرم کشتی آزاد قهرمانی کشتی جهان ۲۰۲۲ بلگراد شرکت کرد، او در این مسابقات سزار الوان از برزیل، دایچی تاکاتانی از ژاپن، سونر دمیرتاش از ترکیه و فرانک چامیزو از ایتالیا را شکست داد و به فینال رسید. وی در دیدار نهایی به کایل داک از آمریکا باخت و به مدال نقره رسید.